# Nombre heureux

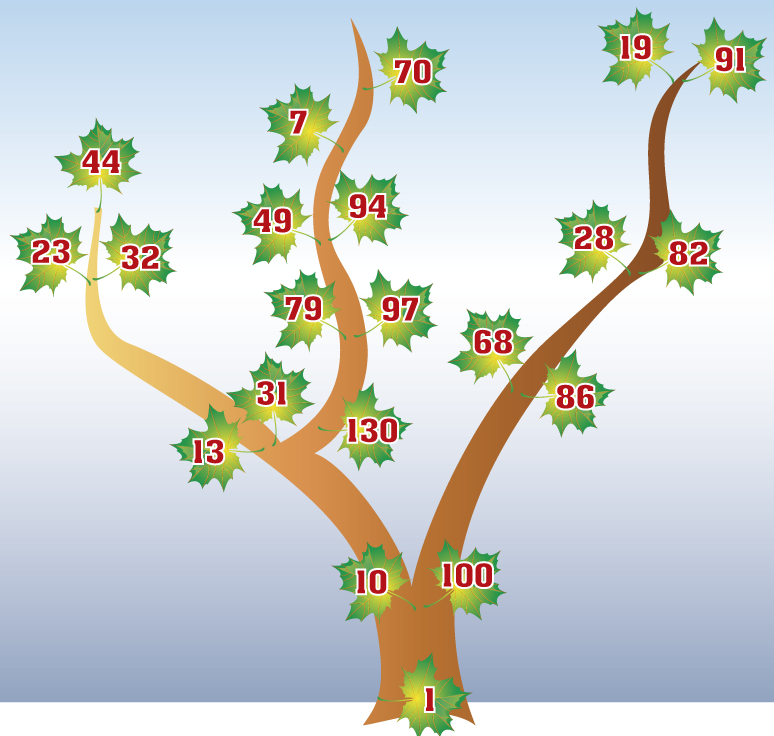
Nombres heureux de 1 à 100 représentés sur un arbre

En mathématiques, un entier naturel non nul est un nombre heureux si, lorsqu'on calcule la somme des carrés de ses chiffres dans son écriture en base dix puis la somme des carrés des chiffres du nombre obtenu et ainsi de suite, on aboutit au nombre 1. Un nombre est malheureux lorsque ce n'est pas le cas.

## Définition et propriétés
Considérons un entier strictement positif {\displaystyle a} et la suite récurrente {\displaystyle (u_{n})} obtenue en posant {\displaystyle u_{0}=a,u_{n}=f(u_{n-1})} où {\displaystyle f} est l'application qui à un entier naturel fait correspondre la somme des carrés de ses chiffres en base 10. Cette suite est dénommée suite de Porges du nom de Arthur Porges qui l'a considérée en 1945.
Contrairement à la suite de Syracuse dont le destin est inconnu (en 2023), on peut démontrer que la suite {\displaystyle (u_{n})} finit par boucler sur un des cycles suivants : (1), (cas où {\displaystyle a} est heureux)  ou (4, 16, 37, 58, 89, 145, 42, 20) (cas où {\displaystyle a} est malheureux),,,. Le principe de la démonstration consiste à prouver informatiquement le résultat pour les nombres à 1 ou 2 chiffres, à montrer que si {\displaystyle a} est à 3 chiffres, {\displaystyle f(a)\leqslant a-1} et que si le nombre de chiffres de {\displaystyle a} est {\displaystyle p\geqslant 4}, alors le nombre de chiffres de {\displaystyle f(a)} est {\displaystyle \leqslant p-1}.

## Évaluation asymptotique
Il existe une infinité de nombres heureux, et il semble qu'environ 1 entier sur 7 soit heureux.  Leur ensemble n'a cependant pas de densité asymptotique : la densité supérieure des nombres heureux est supérieure à 0,18577 et la densité inférieure est inférieure à 0,1138,.

## Historique

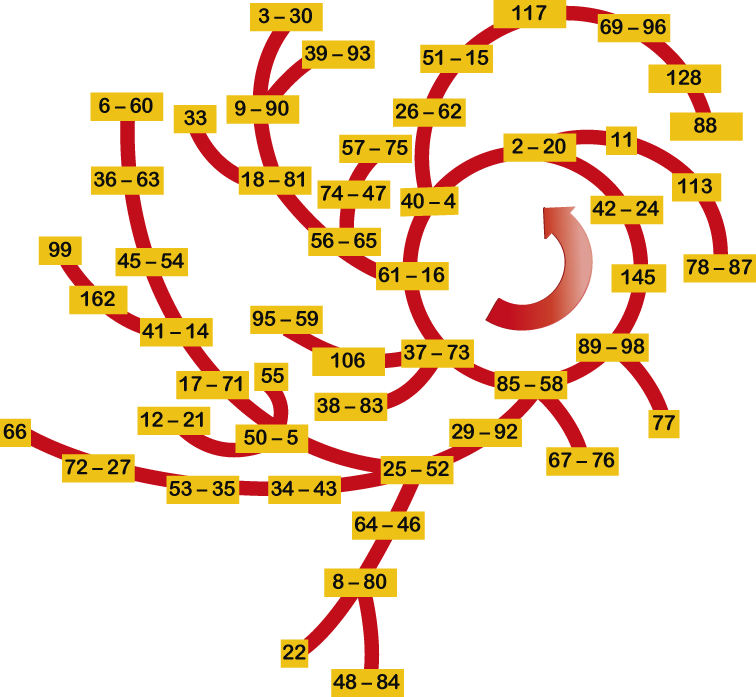
Représentation des nombres malheureux de 1 à 100.

L'origine de l'appellation "nombre heureux" n'est pas claire. Les nombres heureux ont été portés à l'attention de Reg Allenby (auteur britannique et maître de conférences en mathématiques pures à l'Université de Leeds) par sa fille, qui les avait rencontrés à l'école. Cependant, ils sont « peut-être originaires de Russie ».

## Exemples
Le nombre 7 est heureux, puisque sa suite associée est :
{\displaystyle u_{1}=7^{2}=49;\,}
{\displaystyle u_{2}=4^{2}+9^{2}=97\,}
{\displaystyle u_{3}=9^{2}+7^{2}=130\,}
{\displaystyle u_{4}=1^{2}+3^{2}+0^{2}=10\,}
{\displaystyle u_{5}=1^{2}+0^{2}=1.}
Dès que, dans la suite associée à un nombre, on rencontre 4, 16, 37, 58, 89, 145, 42 ou 20, la suite devient périodique et le nombre en question est malheureux, puisque 
{\displaystyle 4^{2}=16,\quad 1^{2}+6^{2}=37,\quad 3^{2}+7^{2}=58,\quad 5^{2}+8^{2}=89,\quad 8^{2}+9^{2}=145,\quad 1^{2}+4^{2}+5^{2}=42,\quad 4^{2}+2^{2}=20,\quad 2^{2}+0^{2}=4.}

## Listes associées
Les dix plus petits nombres heureux sont : 1, 7, 10, 13, 19, 23, 28, 31, 32, 44 (suite A007770 de l'OEIS). Les autres entiers entre 1 et 44 sont donc malheureux (suite A031177 de l'OEIS).
Un nombre est heureux si et seulement si le nombre obtenu en supprimant ses zéros et en ordonnant ses chiffes dans l'ordre croissant est heureux. La liste de ces derniers commence par 1, 7, 13, 19, 23, 28, 44, 49, 68, 79  (suite A124095 de l'OEIS).
Le nombre de nombres heureux inférieurs ou égaux à 1, à 10, à 100, à 1 000, etc. vaut (respectivement) 1, 3, 20 et 143, etc. (suite A068571 de l'OEIS).
Les nombres heureux premiers sont 7, 13, 19, 23, 31, 79, etc. (suite A035497 de l'OEIS).
La suite de Porges démarrant à {\displaystyle a=2} est répertoriée  A000216.
La suite des plus petits nombres heureux nécessitant {\displaystyle n} étapes pour atteindre la valeur 1 est répertoriée  A001273.
Les deux premiers couples de nombres heureux consécutifs sont, (31,32), et (129,130). La suite des premiers termes de ces couples est répertoriée  A035502.
Le premier triplet de 3 nombres heureux consécutifs débute avec 1880. Le premier quadruplet débute avec 7839.

## Généralisations
On peut changer de base. La suite des plus petits nombres malheureux en base {\displaystyle n} est répertoriée  A001273 (sachant que tous les nombres sont heureux en base 2 et 4).
On peut augmenter l'exposant. Par exemple, pour des cubes, il y a cinq points fixes : 153, 370, 371, 407 (qui sont donc des nombres narcissiques), deux cycles de longueur 2, et deux cycles de longueur 3,